# Theunissen (Zuid-Afrika)
Theunissen is een plaats in de Zuid-Afrikaanse provincie Vrijstaat.
Theunissen telt ongeveer 1500 inwoners.

## Subplaatsen
Het nationaal instituut voor de statistiek, Stats SA, deelt sinds de census 2011 deze hoofdplaats in in zogenaamde subplaatsen (sub place), c.q. slechts één subplaats:
Theunissen SP.

## Geboren in Theunissen
- Neville Lederle, formule 1-coureur